# Yoshi Takahashi
Yoshi Takahashi (jap. 高橋　義治, Takahashi Yoshiharu, * 15. März 1943 in Tokio; † 1998 in Bad Reichenhall) war ein japanischer Maler und Grafiker, der ab 1966 in Deutschland und ab 1974 in Österreich lebte und arbeitete. Neben seiner Lehrtätigkeit in München, in Salzburg und im Saarland schuf er vor allem Gemälde, Aquarelle, Gouachen, Aquatinten und Radierungen sowie einige Lithographien und Linoldrucke.

## Leben und Werk
Yoshi Takahashi studierte 1960–1965 Bildende Kunst an der National University of Fine Arts and Music in Tokio. Er wählte nicht die östlich-traditionelle, sondern die modern-westliche Studienrichtung und schloss das Studium mit dem Diplom ab. 1966 übersiedelte er nach Deutschland und studierte 1966 bis 1969 an der Akademie der Bildenden Künste München.
Er begann seine künstlerische Laufbahn als Maler. Damals arbeitete er einen Teil des Jahres in Paris in seinem Atelier; dort lernte er die französische Malerei der 50er Jahre kennen. Nach dem Abschluss seines Studiums in München begann er in der Salzburger Grafischen Versuchswerkstätte von Slavi Soucek mit der Arbeit an Lithographien. Er veröffentlichte aber nur wenige in den Jahren 1974, 1975 und 1979. Auch die Arbeit mit dem Linoldruck befriedigte ihn nicht; er schuf lediglich zwei Bilder im Jahr 1978.
An der Internationalen Sommerakademie für Bildende Kunst Salzburg lernte er die Aquatinta-Technik der Radierung kennen. Der Schwerpunkt seiner Druckgrafik lag von nun an bei den Radierungen, die er von 1974 an bis zu seinem Tod erarbeitete.
Er entwickelte eine Technik der Aquatinta, bei der er jede einzelne Radierung ausschließlich von den drei Grundfarben Gelb, Blau und Rot druckte; er ätzte dabei drei Platten in unzähligen feinen Abstufungen, schabte aus den feingekörnten Strukturen Lichter und Zeichen und erzielte im Druck eine außerordentliche Differenzierung in der Farbgebung mit leuchtenden Farbschichten von samtiger, schimmernder Tiefe.
Eine Weiterentwicklung seiner Druckgraphik beschreibt Ina Stegen in Yoshi Takahashis Werkverzeichnis der Druckgraphik folgendermaßen: Nach Experimenten mit Relief- und Materialdrucken erfand er eine Art Decollage-Technik, bei der er auf die mit Asphalt beschichtete Platte in Benzin getränkte unregelmäßig gerissene Papierstücke und andere Stoffe auflegte, die ihrer Struktur entsprechend die Asphaltschicht ganz oder teilweise ablösten. Das Gewebe des Materials übernahm die Funktion der Aquatinta im Positivverfahren. Die Platte konnte dann weiterbearbeitet, die Asphaltschicht wieder ergänzt oder weiter abgetragen werden. Erst die fertige Platte wurde dann ein einziges Mal oft 30 Stunden oder mehr geätzt. Ihr Relief konnte mit Walzen verschiedener Härtegrade in mehreren Farben für einen Druckgang eingefärbt werden. Das Ergebnis war eine fühlbare Struktur der Oberfläche von dichter Farbigkeit, ein stiller, starker Bildraum, in den Bewegung und Form eingeschmolzen waren.
1973 erhielt Yoshi Takahashi einen Lehrauftrag an der Ludwig-Maximilians-Universität München. 1974 zog er nach Salzburg und nahm von 1974 bis 1981 einen Lehrauftrag für Zeichnen, Malerei und Radierung am Salzburg College wahr. Er war zusammen mit anderen Salzburger Künstlern Mitglied der Gruppe 73, die von 1973 bis 1979 bestand. Nach der realistischen Kunst des Dritten Reiches waren sich die Mitglieder der Gruppe 73 darin einig, dass sie die Natur nur in abstrahierenden Weise wiedergeben wollten. Im Jahr 1976 gestaltete er ein abstraktes Ausstellungsplakat für die Ausstellung der Gruppe 73 im Kunstverein Salzburg.
Er wirkte 1981–1984 als Leiter des Workshops für Radierung am Salzburg College, 1986–1998 als Leiter der Radierklasse der Internationalen Sommerakademie für Bildende Kunst in Salzburg, 1988 als Leiter der Aquarellklasse der Internationalen Sommerakademie des Saarlandes und 1993 als Leiter des Symposiums East meets west (organisiert von der Landesregierung Niederbayern und BMW).

## Bekannte Meisterschüler von Yoshi Takahashi
- Ute Breitenberger 1990–1991
- Norbert Cloß 1989
- Katleen de Buck 1989
- Iris Flexer 1989/91
- Gerhard Hofmann Assistent der Radierklasse 1982, 1984, 1989–1999
- Elfriede Otto 1989, 1991, 1992
- Robert Kaindl-Trätzl 1989, 1993
- Heinz Tagger
- Margrith Weber-Joho

## Ausstellungen
- 1969 Galerie Kunst der Gegenwart, Salzburg
- 1972 Japanisches Kulturinstitut, Köln
- 1972 Galerie Welz, Salzburg
- 1975 Kunstverein Krems, Krems
- 1976 Kunstverein Salzburg, Traklhaus, Salzburg[2]
- 1977 Galerie Welz, Salzburg[3]
- 1978 Galerie Raasch, Landsberg am Lech
- 1980 Baumgartner Galleries, Washington D.C.
- 1981 Galerie Parko, Sapporo
- 1981 Galerie manus presse, Stuttgart
- 1983 Kunstverein, Neustadt/Weinstraße
- 1988 Universitätsmuseum, Marburg
- 1996 Fondation René Carcan, Brüssel
- 1996 Salzburger Kunstverein, Salzburg

## Ausstellungskatalog
- Yoshi Takahashi – Bilder und Graphik, Galerie Welz 4. – 29. Oktober 1978. Ca. 20 Seiten mit zahlreichen Abbildungen. Welz Verlag, Salzburg 1978.

## Werkverzeichnisse
- Hänßel, Roland (Herausgeber), Stegen, Ina (Einführung):  Yoshi Takahashi. Werkverzeichnis der Druckgraphik 1974 – 1983. 72 Seiten mit teilweise ganzseitigen farbigen Abbildungen. Auflage 1500 Exemplare, davon 200 Exemplare als Vorzugsausgabe, vom Künstler hs. signiert mit 2 beigebundenen hs. signierten und nummerierten Original-Radierungen von Yoshi Takahashi. Mit Preisliste der Werke. Manus Presse Stuttgart 1983.
- Yoshi Takahashi. Werkverzeichnis der Druckgraphik 1974–1988. 72 Seiten mit 229 überwiegend farbigen Abbildungen. Manus Presse Stuttgart 1988.
- Friese, Klaus Gerrit (Herausgeber): Yoshi Takahashi. Werkverzeichnis der Druckgraphik 1988–1993. 48 Seiten mit zahlreichen Abbildungen. Auflage 1500 Exemplare. Mit Preisliste der Werke. Text deutsch, englisch und französisch, Manus Presse Stuttgart 1993. ISBN 3-87507-000-3
- Friese, Klaus Gerrit (Herausgeber), Stegen, Ina (Vorwort): Yoshi Takahashi. Werkverzeichnis der Druckgraphik 1974–1997. 152 Seiten mit 420 überwiegend farbigen Abbildungen. Text deutsch, englisch und japanisch, mit Preisliste der Werke. Auflage 1500 Exemplare, davon 95 Exemplare mit der Original-Radierung  Flötenpan (1997) vom Künstler nummeriert und signiert. Manus Presse Stuttgart 1999. ISBN 3-87507-003-8
- Yoshi Takahashi, Ina Stegen: Bilder 1956 – 1989. Galerie-Verlag Hans Hoeppner, Hamburg-Toronto-Frankfurt 1989.